# Pierre Lequiller
Pierre Lequiller, né le 4 décembre 1949 à Londres (Royaume-Uni), est un homme politique français.

## Biographie

### Formation - carrière professionnelle
Après avoir obtenu une licence de sciences économiques, il étudie à HEC et à l'IEP de Paris.
Il travaille au sein de la direction de la Société générale de 1974 à 1986, date à laquelle il quitte ses fonctions pour se consacrer à sa passion, la politique.
Fort d'une culture franco-anglaise, il s'intéresse assez rapidement dans sa carrière politique à l'Europe.

### Carrière politique
Pierre Lequiller entre dans la vie politique en 1977 en étant élu conseiller municipal de Louveciennes dont il devient adjoint au maire, chargé des finances. En 1979, il est élu conseiller général des Yvelines, dans le canton de Marly-le-Roi, et devient en 1982 vice-président du conseil général. En 1985, il est élu maire de Louveciennes.
Aux élections législatives de 1988, il devient député de la 4e circonscription des Yvelines, fonction à laquelle il est réélu en 1993, 1997, 2002 et 2007. Entre 2000 et 2002, il est vice-président de l'Assemblée nationale. Il est en outre, président du groupe permanent de lutte contre l'Illettrisme de 1995 à 2001.
En application de la loi sur le non-cumul des mandats, Pierre Lequiller ne se représente pas à la mairie de Louveciennes en mars 2001. L'année suivante, il est président du Pays des Impressionnistes.
De 2002 à 2003, Pierre Lequiller est membre de la Convention sur l'avenir de l'Europe, chargée d'établir un projet de Constitution européenne. Il est secrétaire national de l'UMP chargé des affaires européennes de 2002 à 2004, vice-président du Parti populaire européen (PPE) de 2002 à 2006 et vice-président du Mouvement Européen France de 2005 à 2006.
Il est réélu député au premier tour des législatives de 2007 pour la XIIIe législature avec 54,34 % des suffrages exprimés, dans la quatrième circonscription des Yvelines. Ancien membre du PPDF et de l'UDF, il fait partie du groupe UMP.
De 2002 à 2012, Pierre Lequiller est président de la commission des Affaires européennes de l'Assemblée nationale. Il en est vice-président de 2012 à 2017.
Le 17 juin 2012, il est réélu au deuxième tour des élections législatives avec 58,07 % des suffrages exprimés.
Il est également premier vice-président du conseil général des Yvelines chargé des affaires scolaires, universitaires, de la culture, du patrimoine et des archives départementales.
Le 23 mai 2014, Pierre Lequiller est auditionné dans l’affaire Bygmalion, scandale politico-financier qui touche l’UMP.
Le 12 décembre 2014, Nicolas Sarkozy, élu président de l'UMP, le nomme secrétaire national de l'UMP à l'Europe.
Pierre Lequiller est élu Conseiller régional d'Île-de-France en 2015 sur la liste de Valérie Pécresse.
Il soutient Nicolas Sarkozy pour la primaire présidentielle des Républicains de 2016.
Il décide de ne pas se représenter aux élections législatives de 2017.
Lors de l'élection présidentielle d'avril 2022, il soutient Valérie Pécresse (LR).

## Ouvrages et publications
- La guerre scolaire n'aura pas lieu en 1992.
- L'Europe se lève à l'Est en 1994.
- 2 propositions pour la lutte contre l'illettrisme en 1995
- Rapport parlementaire sur l'enseignement français à l'étranger en 1996.
- Proposition de loi relative à la protection du patrimoine, votée à l'unanimité à l'Assemblée Nationale en 2001.
- Un président pour l'Europe en 2003.
- Correspondances européennes avec 25 jeunes de l'Union en avril 2005.
- Europe : comment sortir de l'impasse, un traité institutionnel pour l'Europe en janvier 2007.
- Mythes et réalités en campagne européenne en mai 2009.